# Низиенко, Николай Филиппович
Николай Филиппович Низиенко (6 июня 1947 года, Красноярск — 26 января 2023 года) — советский и российский оперный певец (бас), солист Большого театра (1979—2003), заслуженный артист Российской Федерации (1995). Музыкальный педагог высшей школы.
Известен не только вокальным творчеством, но и как автор литературных произведений на музыкальные темы.

## Биография
Николай Низиенко родился 6 июня 1947 года в Красноярске. В 1973 году поступил на вокальный факультет Музыкально-педагогического института имени Гнесиных, который окончил в 1978 году, ученик Евгения Иванова.
С 1976 года выступал в Большом театре (ГАБТ), начинал как практикант, с 1977 года — стажёр, с 1979 года — солист оперной труппы, в его репертуаре была 51 партия. Был первым исполнителем партий Мендозы в опере «Обручение в монастыре» (1982), Тибо д’Арка в «Орлеанской деве» (1990). Первый исполнитель на русской сцене партии Птолемея в «Юлии Цезаре» (1979). Участник 811 спектаклей ГАБТа. Выступал также с сольными концертами.
В 1995 году Николай Низиенко был удостоен звания Заслуженный артист РФ. Занимал призовые места на международных и всероссийских конкурсах, в 1982 году был принят в члены Всероссийского театрального общества (ныне — Союз театральных деятелей России), состоял также членом Союза писателей России.
Опыт преподавания вокала имел с 1995 года, с 2002 года преподавал в Государственном музыкально-педагогическом институте имени М. М. Ипполитова-Иванова на кафедре академического пения, в 2005 году присвоено звание доцент. В 2003 году покинул Большой театр.
Многие годы в последнюю субботу июня в рамках проекта «Матине в Дворяниново» в усадьбе Дворяниново в Заокском районе Тульской области устраиваются начатые по инициативе Николая Низиенко бесплатные концерты, в программе которых арии из опер, романсы и русские народные песни
Скончался 26 января 2023 года. Похоронен на кладбище деревни Ченцово Заокского района, Тульской области в трёх километрах от усадьбы Дворяниново.

## Творчество

### Басовые партии
- «Борис Годунов» — Варлаам, Митюха
- «Князь Игорь» — Кончак
- «Садко» — Морской царь
- «Трубадур» — Старый цыган
- «Тоска» — Тюремщик
- «Война и мир» — Ямщик Балага
- «Любовь к трём апельсинам» — Фарфарелло
- «Золотой петушок» — Воевода Полкан
- «Мёртвые души» — капитан-исправник
- «Золото Рейна» — Фафнер
- «Золотой петушок» — Полкан
- «Сказание о невидимом граде Китеже и деве Февронии» — Бедяй
- «Снегурочка» — Бермята
- «Опричник» — князь Жемчужный
- «Хованщина» — 2-й стрелец